# Diocese de Paulo Afonso
A Diocese de Paulo Afonso (em latim: Dioecesis Paulalfonsanensis) é uma circunscrição eclesiástica da Igreja Católica no Brasil. Pertence à província eclesiástica de Feira de Santana e ao Conselho Episcopal Regional Nordeste III da Conferência Nacional dos Bispos do Brasil. A sé episcopal está na Catedral de Nossa Senhora de Fátima, na cidade de Paulo Afonso, no estado da Bahia.

## Histórico
Foi criada no dia 14 de setembro de 1971, pelo Papa Paulo VI, a partir do desmembramento da diocese de Bonfim. Em setembro de 2005 cedeu parte de seu território para a criação da diocese de Serrinha. Seu bispo atual é Guido Zendron, indicado em 12 de março de 2008.

## Administração
Desde a sua criação, sucederam-se cinco bispos:
|        | Nome                          | Período      | Notas                            |
| Bispos | Bispos                        | Bispos       | Bispos                           |
| ------ | ----------------------------- | ------------ | -------------------------------- |
| 5°     | Guido Zendron                 | 2008 - atual |                                  |
| 4º     | Esmeraldo Barreto de Farias   | 2000-2007    | Nomeado bispo de Santarém        |
| 3º     | Mário Zanetta                 | 1988-1998    |                                  |
| 2º     | Aloysio José Leal Penna, S.J. | 1983-1987    | Nomeado bispo coadjutor de Bauru |
| 1º     | Jackson Berenguer Prado       | 1971-1983    |                                  |

## Situação geográfica
O território da diocese compreende vinte municípios do estado da Bahia: Abaré, Adustina, Antas, Banzaê, Canudos, Chorrochó, Cícero Dantas, Coronel João Sá, Fátima, Glória, Jeremoabo, Macururé, Novo Triunfo, Paripiranga, Paulo Afonso, Pedro Alexandre, Ribeira do Pombal, Rodelas, Santa Brígida e Sítio do Quinto. Limita-se com a arquidiocese de Aracaju e as dioceses de Floresta, Palmeira dos Índios, Propriá, Estância, Alagoinhas, Serrinha e Juazeiro.